# Paus Leo XIV
Paus Leo XIV, geboren als Robert Francis Prevost (Chicago, 14 september 1955), is sinds 8 mei 2025 paus van de Rooms-Katholieke Kerk, waarmee hij het hoofd van deze kerk is, de bisschop van Rome en soeverein vorst van Vaticaanstad. Hij wordt door de Kerk beschouwd als de 267e paus en is de opvolger van paus Franciscus.
Hij is lid van de orde der augustijnen en bracht een groot deel van zijn leven door in Peru, waar hij onder meer bisschop van het bisdom Chiclayo was. Hij heeft zowel de Amerikaanse als Peruaanse nationaliteit. Prevost is doctor in het kerkelijk recht en gold onder paus Franciscus als een kundig bestuurder, onder meer als prefect van het Dicasterie voor de Bisschoppen.

## Levensloop

### Afkomst en familie
Paus Leo XIV is geboren in Chicago als jongste van drie zonen uit het huwelijk van Louis Marius Prevost (1920-1997) en Mildred Agnes (Millie) Martinez (1912-1990). Zijn vader deed tijdens de Tweede Wereldoorlog als militair mee aan D-day. Na de oorlog werd hij hoofd van een lagere school. Zijn moeder behaalde een Bachelor of Science-graad in onderwijs en werkte naderhand op vrijwillige basis als bibliothecaresse. Door intimi wordt hij Rob of Bob genoemd. Zijn broers noemen hem Rob, net als indertijd zijn ouders.

### Opleiding en loopbaan
Hij studeerde wiskunde aan de Villanova-universiteit, waar hij in 1977 een bachelordiploma behaalde. In 1978 trad hij toe tot de orde der augustijnen, waar hij in 1981 zijn plechtige geloften aflegde. Hij werd op 19 juni 1982 priester gewijd. Vervolgens studeerde hij kerkelijk recht aan de pauselijke universiteit Sint Thomas van Aquino in Rome, waar hij in 1985 afstudeerde. Hij spreekt Engels, Spaans, Italiaans, Frans en Portugees, en kan Latijn en Duits lezen.

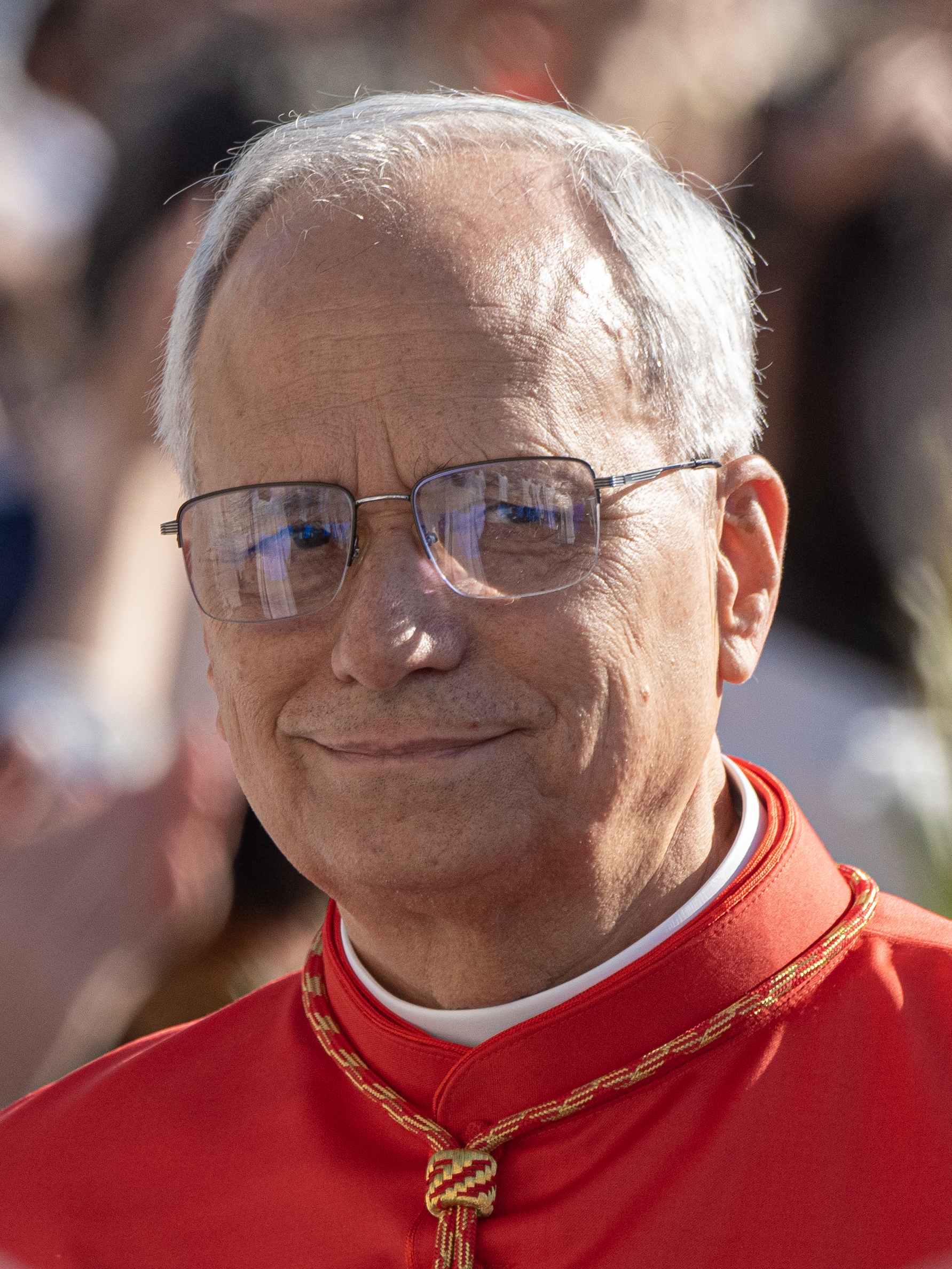
Kardinaal Prevost in 2023

Van 1985 tot 1998 was Prevost werkzaam voor de missie van de augustijnerorde in Peru. Hij doceerde kerkelijk recht aan het Augustijns seminarie in Trujillo, waar hij ook werkzaam was als prefect. In 1998 keerde Prevost terug naar de Verenigde Staten, waar hij in Chicago provinciaal werd van de orde der augustijnen. Van 2002 tot 2014 was hij prior-generaal van zijn orde.
Op 3 november 2014 werd Prevost benoemd als apostolisch administrateur van het bisdom Chiclayo in Peru en tot titulair bisschop van Sufar. Zijn bisschopswijding vond plaats op 12 december 2014. Op 26 september 2015 volgde zijn benoeming tot bisschop van Chiclayo, een positie die hij hield tot in 2023. Om in Peru bisschop te worden, was hij verplicht om de Peruaanse nationaliteit aan te nemen. Aangezien zowel Peru als de Verenigde Staten een dubbele nationaliteit accepteren, behield hij zijn Amerikaans paspoort.
Hij was lid van de Congregatie voor de Clerus (2019-2020) en van de Congregatie voor de Bisschoppen (2020-2023). Per 12 april 2023 werd Prevost prefect van het Dicasterie voor de Bisschoppen; hij werd tegelijk ambtshalve president van de Pauselijke Commissie voor Latijns-Amerika. Hij werd tevens benoemd tot aartsbisschop ad personam.
Prevost werd tijdens het consistorie van 30 september 2023 kardinaal gecreëerd. Hij kreeg de rang van kardinaal-diaken. Zijn titeldiakonie werd de Santa Monica. Op 6 februari 2025 werd hij bevorderd tot kardinaal-bisschop van het suburbicair bisdom Albano.

## Paus
Nadat op 21 april 2025 paus Franciscus overleed, werd Prevost op 8 mei dat jaar op de tweede stemdag tijdens de vierde stemronde van het conclaaf gekozen tot 267e paus. Daarmee werd hij de eerste paus die geboren werd in Noord-Amerika en de eerste met de Amerikaanse en Peruaanse nationaliteit.
Prevost nam de pausnaam Leo XIV aan. Hij liet zich inspireren door paus Leo XIII, die de sociale leer van de Rooms-Katholieke Kerk ontwikkelde tijdens de tweede industriële revolutie. Prevost gelooft dat de vierde industriële revolutie en de daarbij horende ontwikkelingen in kunstmatige intelligentie en robotica uitdagingen stellen op het gebied van menselijke waardigheid, rechtvaardigheid en arbeid.

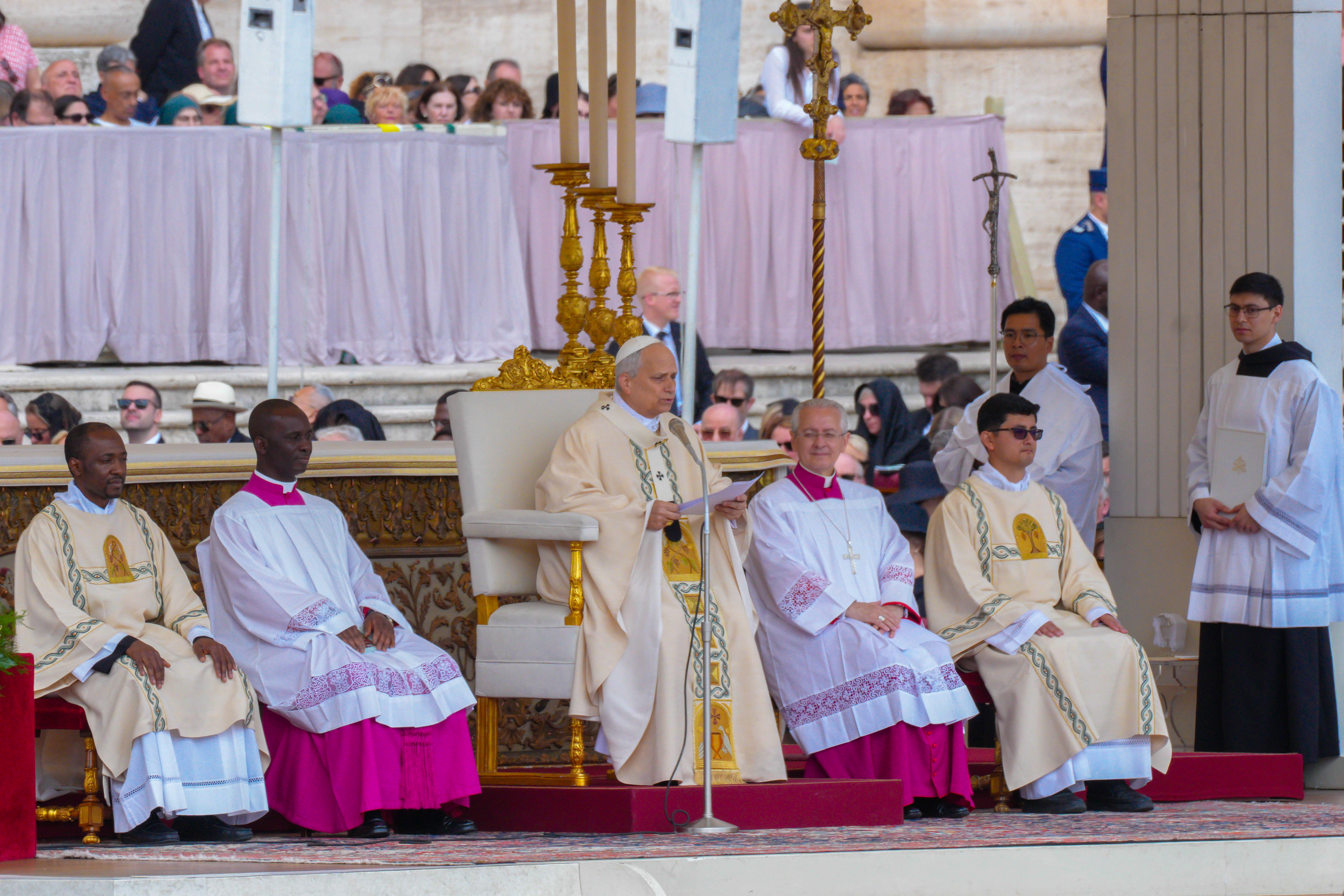
Homilie tijdens de inauguratie, met pallium en vissersring.

Na de aanvaarding van het pausschap nam paus Leo XIV niet meteen zijn intrek in het traditionele pauselijke appartement in het Apostolisch Paleis. In plaats daarvan besloot hij voorlopig te blijven wonen in het Heilige Officiepaleis (Palazzo del Sant'Uffizio), een gebouw binnen het Vaticaan dat overwegend wordt gebruikt voor administratieve doeleinden. Hij woonde hier al als curie-kardinaal. Als privésecretaris koos hij de Peruaan Edgard Iván Rimaycuna Inga.
Op 18 mei 2025 vond zijn inauguratie plaats. Daarbij kreeg hij het pallium en de vissersring uitgereikt. De pauselijke kruisstaf van paus Paulus VI werd hem vooraf bij het graf van Petrus aangereikt. De cathedra van het bisdom Rome nam hij op 25 mei in bezit tijdens een hoogmis in de Aartsbasiliek van Sint-Jan van Lateranen.
Leo XIV kwam na zijn verkiezing tot paus met de rode mozetta en de pauselijke stola het balkon op, een traditioneel gebruik dat zijn voorganger niet gevolgd had. Met zijn verblijf in de zomer van 2025 in de pauselijke zomerresidentie Castel Gandolfo hervatte hij een gewoonte van de meeste pausen in de voorbije vierhonderd jaar, waar Franciscus eveneens niet aan meedeed.
Cursief: tegenpaus
Emmanuel (Andorra) · Josep-Lluís (Andorra) · Hamad (Bahrein) · Filip (België) · Jigme Khesar Namgyel Wangchuck  (Bhutan) · Hassanal Bolkiah (Brunei) · Norodom Sihamoni (Cambodja) · Charles III (Commonwealth realms) · Frederik X (Denemarken) · Naruhito (Japan) · Abdoellah II (Jordanië) · Meshaal (Koeweit) · Letsie III (Lesotho) · Hans Adam II (Liechtenstein) · Henri (Luxemburg) · Mohammed VI (Marokko) · Albert II (Monaco) · Willem-Alexander (Nederland) · Harald V (Noorwegen) · Haitham (Oman) · Tamim (Qatar) · Salman (Saoedi-Arabië) · Felipe VI (Spanje) · Mswati III (Swaziland) · Rama X (Thailand) · Tupou VI (Tonga) · Mohammed (Verenigde Arabische Emiraten) · Leo XIV (Vaticaan) · Carl Gustaf XVI (Zweden)
- Gemeinsame Normdatei: 1284904598
- International Standard Name Identifier: 0000 0000 6224 4706
- Library of Congress Control Number: no2025054931
- MusicBrainz: 7b86915e-a640-426f-9278-3c932cee949a
- Nederlandse Thesaurus van Auteursnamen: 073319902
- Istituto Centrale per il Catalogo Unico: UMCV329946
- Système universitaire de documentation: 154719587
- Virtual International Authority File: 89050933
- WorldCat: E39PBJrwRRWcqBG9jmCWXfdmh3